# Storojeve, Simferopol
Storojeve (în ucraineană Сторожеве) este un sat în comuna Juravlivka din raionul Simferopol, Republica Autonomă Crimeea, Ucraina.

## Demografie
Componența lingvistică a localității Storojeve
     Rusă (65,43%)
     Tătară crimeeană (20,07%)
     Ucraineană (13,75%)
     Alte limbi (0,37%)
Conform recensământului din 2001, majoritatea populației localității Storojeve era vorbitoare de rusă (65,43%), existând în minoritate și vorbitori de tătară crimeeană (20,07%) și ucraineană (13,75%).